# Vědecká metoda
Vědecká metoda je posloupnost nebo sada procesů, používaných při vědeckém výzkumu. Cílem je získat znalosti a vědomosti pomocí pozorování a dedukce na základě dosud známých poznatků. Přijímání nových vědeckých poznatků je založeno na konkrétních důkazech. Vědecká metoda je založena na předpokladu, že kritériem pravdivosti vědecké hypotézy je souhlas předpovědí s výsledky výzkumu. Tento přístup udržuje vědecké hypotézy v neustálém kontaktu s realitou a umožňuje jejich falzifikaci, neboť hypotéza, jejíž důsledky jsou v rozporu s výzkumnými zjištěními, bude falzifikována (tedy vyvrácena). Mnohokrát ověřená hypotéza, kterou se zatím nepovedlo vyvrátit, se stává vědeckou teorií. Důsledkem je omezení vědy na otázky a hypotézy, jež jsou alespoň v principu rozhodnutelné pozorováním. Větší vědecký tým je však spíše konzervativní.

## Základní pojmy
- Hypotéza
- Teorie
- Vědecký zákon

## Postup
- Observation / question: pozorování / otázka; definice (vytvoření, formulace) předmětu (cíle) pozorování (sledování), otázky
- Research topic area: tematická oblast výzkumu; shromažďování informací (zdrojů, pramenů) o pozorování (sledování), otázce
- Hypothesis: hypotéza; vytvoření (formulace, definice) vysvětlující hypotézy (predikce)
- Test with experiment> testování pomocí experimentu; ověření hypotézy (predikce) provedením experimentu a sběru údajů (dat) opakovatelným (reprodukovatelným) způsobem
- Analyze data: analýza údajů; analýza a interpretace údajů (dat) a vyvození závěrů, která pak slouží jako východiska (vstupy, podklady) pro nové pozorování, otázky a potažmo hypotézy (predikce)
- Report conclusions:  zveřejnění výsledků; uvedení závěrů ve všeobecnou známost (uveřejnění), obvykle v renomovaném periodiku – ve věhlasném médiu s dobrou pověstí, nejčastěji proto primárně (hlavně, prvotně) v recenzovaném časopise

Vědecká metoda jako nepřetržitý proces, reprezentovaná zde variantou složenou z částí (kroků):
- Observation / question: pozorování / otázka; definice (vytvoření, formulace) předmětu (cíle) pozorování (sledování), otázky
- Research topic area: tematická oblast výzkumu; shromažďování informací (zdrojů, pramenů) o pozorování (sledování), otázce
- Hypothesis: hypotéza; vytvoření (formulace, definice) vysvětlující hypotézy (predikce)
- Test with experiment> testování pomocí experimentu; ověření hypotézy (predikce) provedením experimentu a sběru údajů (dat) opakovatelným (reprodukovatelným) způsobem
- Analyze data: analýza údajů; analýza a interpretace údajů (dat) a vyvození závěrů, která pak slouží jako východiska (vstupy, podklady) pro nové pozorování, otázky a potažmo hypotézy (predikce)
- Report conclusions: zveřejnění výsledků; uvedení závěrů ve všeobecnou známost (uveřejnění), obvykle v renomovaném periodiku – ve věhlasném médiu s dobrou pověstí, nejčastěji proto primárně (hlavně, prvotně) v recenzovaném časopise
Následuje opakovaný test (retest), který je často prováděn jinými vědci. Každá část, každý krok, vědecké metody může být recenzován – podstoupen posuzovacímu řízení (nezávislému vzájemnému hodnocení), zda nedošlo k chybám.

Základem vědecké metody je iterace těchto kroků:
1. Pozorování a popis skutečnosti (vjemů, poznatků).
2. Formulace problému...
3. Příprava hypotéz (návrh vysvětlení s obecnou platností, logická indukce)
4. Předvídání (logická dedukce z hypotéz)
5. Ověření souladu skutečnosti s předpovědí (buď aplikací předpovědi na experiment nebo aplikací na soubor dat získaný jinak) a ověření logické správnosti předchozích kroků.

Za „vysvětlení“ jevu se považuje popis vztahů mezi vjemy (poznatky) pomocí pojmů rozložitelných na základní pojmy a předpoklady (postuláty), které se předpokládají jako dané a dále se nevysvětlují ani nedokazují, tedy jsou neempirické a iracionální. Jednotlivé vědecké přístupy (paradigmata) se mohou lišit tím, co za takové základní pojmy a předpoklady považují. Moderní kauzalistická věda má jako jeden z takových základních předpokladů pojem přírodního zákona, tedy představu, že stejné podmínky vedou vždy ke stejnému výsledku.
Použitím vědecké metody vědec nebo tým může dojít k objevu nebo vynálezu, který následně prezentuje na konferenci a publikuje ve vědeckém časopise, anebo patentuje. Zveřejněním se objev stává vlastnictvím vědecké komunity, která jej dále posuzuje, zkoumá, rozvíjí a popularizuje.

## Typy vědecké metody
V širším pojetí existují tři hlavní cíle vědeckého poznání: popis a utřídění problému či situace, tedy deskripce a klasifikace (souhrnně explorace), předpovědění vztahů mezi jevy (predikce) a vysvětlení těchto vztahů (explanace). Tyto tři cíle jsou zkoumány čtyřmi typy výzkumných plánů (úrovněmi vědecké metody):
- explorativní výzkumný plán – pouhý popis zkoumaného jevu (např. narativní analýza, zakotvená teorie)
- deskriptivní výzkumný plán – popis zkoumaného jevu včetně statistik výskytu (např. analýza výskytu, analýza četnosti)
- statistický výzkumný plán – popis vztahů mezi jevy (např. korelační analýza, t-test)
- experimentální výzkumný plán – určení příčinných (kauzálních vztahů) mezi jevy (experiment, kvaziexperiment).

První metoda je vhodná tehdy, pokud přesně nevíme, co chceme zjišťovat, a je vhodná pro formulování statisticky ověřitelných hypotéz. Deskriptivní přístup umožňuje tato explorativní zjištění kvantifikovat. Statistické a experimentální výzkumné plány umožňují zjistit vztah mezi určitými jevy – v prvním případě korelační, v druhém příčinný, a tedy předvídat výskyt jednoho jevu na základě výskytu jevu jiného.

## Břitvy
Slouží k formulaci vědeckých teorií na základě jejich praktické použitelnosti a smysluplnosti.
- Occamova břitva – je základem principu logické úspornosti a říká, že je vhodné použít nejjednodušší možné vysvětlení jevu.
- Popperova břitva – teorie, které nelze vyvrátit, nejsou vědecké.
- Humeova břitva – zabývá se důkazem zázraku a uvádí, že zázrak nelze dokázat (lež nebo omyl pozorovatele je pravděpodobnější než zázrak samotný).
- Hanlonova břitva – "Nehledejte zlý úmysl tam, kde je dostatečným vysvětlením hloupost."